# Janová (Ostrava)
Janová (německy Johannesdorf) je osada v okrese Ostrava-město v Moravskoslezském kraji. Naprostá většina osady náleží katastrálnímu území Polanka nad Odrou, avšak malá část tvořená ulicí Sasanková a ulicí K Lípě náleží katastrálnímu území Svinov. Janová se nachází asi 12 km jihozápadně od centra Ostravy. Sousední osadou, na níž Janová téměř navazuje svým zastavěným územím, je Benovec.
V roce 1930 žilo v Janové 310 obyvatel v 52 domech. V roce 2021 žilo v Janové, Benovci a Přemyšově dohromady 672 obyvatel ve 241 domech.